# Nhật Bản năm 2025
Dưới đây là sự kiện trong năm tại Nhật Bản 2025.

## Đương nhiệm
- Thiên hoàng: Naruhito
- Thủ tướng: Ishiba Shigeru

## Sự kiện

### Tháng 7
- 30 tháng 7: Cục Khí tượng Nhật Bản đã phát cảnh báo sóng thần tất cả các tỉnh giáp Thái Bình Dương sau trận động đất có cường độ Mw 8,8 xảy ra tại bán đảo Kamchatka, Nga.[1] Sóng thần cao 1,3 m đã ghi nhận tại cảng Kuji, Iwate.[2][3] 21 người bị thương do say nắng khi sơ tán sóng thần; 1 người thiệt mạng (gián tiếp) do lái xe lao xuống vách đá khi sơ tán sóng thần ở thành phố Kumano, Mie.[4]

## Mất

### Tháng 1
- 3 tháng 1: Sawa Yūji, chính khách (s. 1948)[5]
- 28 tháng 1: Morinaga Takuro, nhà kinh tế học (s. 1957)[6]
- 29 tháng 1: Shimojō Atomu, diễn viên (s. 1946)[7]

### Tháng 6
- 3 tháng 6: Nagashima Shigeo, cầu thủ và huấn luyện viên bóng chày chuyên nghiệp (s. 1936)[8]